# Grady Stiles Jr.
Grady Franklin Stiles, Jr. (Pittsburgh, 26 de Junho de 1937 –  29 de Setembro de 1992) foi um performance de show de aberrações. Ele possuía uma deformidade congênita conhecida como ectrodactilia (ou simplesmente Síndrome de Claw), em que os dedos das mãos e pés são fundidos e formam extremidades em forma de garras. Stile possuía o nome artístico de Garoto-Lagosta ("Lobster Boy").

## História familiar
A família de Stiles tem um grande histórico de ectrodactilia. Stiles foi o sexto de sua geração que começou com o nascimento de William Stiles em 1805. O pai de Grady Stiles foi uma atração em circos com o nascimento de seu filho, ele o levou para atuar juntamente a ele desde muito pequeno. Stiles se casou duas vezes e teve quatro filhos, dois deles com a mesma doença. Stiles e seus dois filhos atuaram juntos como "A Família Lagosta". Quando não estava viajando com o circo a família de Stiles vivia em Gibsonton, Flórida onde muitas outras "aberrações" viviam durante o inverno.

## Assassinato
Stiles era um alcoólatra e muito violento com a família. como possuía ectrodactilia, ele não tinha a capacidade de andar. Ele usava frequentemente uma cadeira de rodas, embora era mais comum vê-lo usando as mãos e os braços para a locomoção. Ele desenvolveu incrível força superior do corpo que, quando combinado com o seu temperamento e alcoolismo, tornava perigoso para os outros.
Em 1978 em Pittsburgh, Pennsylvania, Stiles atirou e matou o noivo de sua filha mais velha, Donna, na véspera de seu casamento. Ele foi levado a julgamento, onde ele abertamente confessou ter matado o homem e foi condenado por terceiro grau de assassinato. Ele não foi condenado a prisão pois nenhuma instituição estatal era equipada para cuidar de um recluso com ectrodactilia. Stiles então foi condenado a 15 anos em prisão domiciliar.
Stiles parou de beber a partir daí, e durante este período se casou novamente com sua primeira esposa, Mary Teresa (Teresa). No entanto, ele logo começou a beber novamente e sua família alegou que ele se tornou ainda mais abusivo. Em 1992, Teresa e seu filho de um casamento anterior, Harry Newman Glenn Jr., contratou seu vizinho de dezessete anos chamado Chris Wyant para matar Stiles por 1.500 dólares.
Wyant foi condenado por assassinato de segundo grau e condenado a 27 anos de prisão. Harry Newman foi condenado por seu papel como o mentor e Teresa recebeu 12 anos de prisão por conspiração para cometer assassinato.
Um dos filhos de Stiles, Grady Stiles III, contesta a alegação de que Teresa lhe tinha assassinado. Segundo ele, sua mãe, Teresa, e seu pai estavam discutindo. Teresa tinha dito "Algo precisa ser feito." O filho de Teresa ouviu isso, e foi para um vizinho. O vizinho viu Stiles baleado e morto pouco depois.

## Aparições na mídia
Fred Rosen escreveu um livro baseado no caso chamado Lobster Boy: The Bizarre Life and Brutal Death of Grady Stiles Jr., e E! Produziu um episódio de E! True Hollywood Stories baseado no caso chamado "The Murder of Lobster Boy". A&E Network também fez um episódio de City Confidential baseado no caso chamado "Gibsonton: The Last Side Show".
Stiles apareceu na capa do CD da banda Silverchair Freak Show.
Uma pessoa como Grady, chamada de "Garoto Lagosta", aparece nos quadrinhos de Deadpool. Deadpool foi contratado para assassiná-lo, mas falha quando ele descobre que ele é possuído por Xaphan, um anjo caído, e começa a possuir as almas. Mais tarde ele foi salvo pelos dois Motoqueiro Fantasmas, mas no final é baleado novamente na cabeça por Deadpool por ser cruel com outras aberrações..
Na série da HBO chamada Carnivàle, baseado em um Parque de diversões durante a grande depressão, o personagem principal, "Ben Hawkins", que foi enviado por seus empregadores para investigar rumores de uma Menina Lagosta em uma cidade próxima.
American Freakshow: The Terrible Tale of Sloth Boy, uma revista em quadrinhos publicado por IDW Publishing, conta a história de Dante Browning, uma aberração de circo que possuía garras como tal, devido sua crueldade e violência frequente com sua família, ele foi alvejado e morto por um homem contratado por sua esposa, a história se baseia em sua casa em Gibsonton, Flórida.
Em American Horror Story: Freak Show possui um personagem "Garoto-Lagosta". Trata-se de uma pequena estátua semelhante a uma foto de Grady quando criança, dentre o personagem Jimmy Darling, uma aberração de circo que possui a mesma doença este interpretado por Evan Peters.